# Expressed sequence tag
Expressed sequence tag (vaak afgekort als: EST) is een stuk cDNA, enkele honderden nucleotiden lang.
Een EST was oorspronkelijk bedacht met als doel om transcriptie van genen in gang te zetten, maar is uiterst belangrijk geworden bij de identificatie van genen en bij het bepalen van de structuur van chromosomen. Radioactief gemerkte of fluorescerende EST's kunnen gebruikt worden om genen en hun plaats op een chromosoom aan te geven. Ook kunnen EST's grote mutaties op chromosomen (uitwisselingen van chromosoomarmen) aantonen, wat bijvoorbeeld nuttig kan zijn bij kankeronderzoek.
Een EST wordt geproduceerd uit cDNA (terug getranscribeerd mRNA) dat met behulp van restrictie-enzymen in kleine stukjes wordt geknipt. EST's hebben meestal 200 tot 500 nucleotiden.
De betrouwbaarheid van het systeem is goed, aangezien de statistische kans dat een gedeelte willekeurig nog een keer voorkomt zeer klein is. Voor een sequentie van 20 nucleotiden is er al een zeer grote specificiteit, namelijk — vanwege de vier mogelijke basen — A, C, T (of U) en G:
{\displaystyle {\frac {1}{4^{20}}}}
Dat is 1 op bijna 1,1 biljoen. Dit is een theoretische grens die alleen zou gelden als zowel genoom als EST uit volstrekt toevallige sequenties zouden bestaan. In werkelijkheid zal de specificiteit veel lager liggen, zij het nog altijd zo hoog dat dit als foutenbron verwaarloosbaar is.
In het plantenimmuunsysteem wordt ook gebruikgemaakt van het feit dat korte (RNA) sequenties al specifiek zijn voor een sequentie (zie RNAi).